# چتری برای عشاق
چتری برای عشاق (به روسی: Зонтик для новобрачных) یک فیلم درام محصول کشور اتحاد جماهیر شوروی به کارگردانی رادیون ناخاپتوف است که در سال ۱۹۸۶ منتشر شد.